# Super League XV
Die Super League XV (aus Sponsoringgründen auch als Engage Super League XV bezeichnet) war im Jahr 2010 die fünfzehnte Saison der Super League in der Sportart Rugby League. Nachdem sie bereits den ersten Tabellenplatz nach Ende der regulären Saison belegten, schafften die Wigan Warriors es ins Super League Grand Final, in dem sie 22:10 gegen den St Helens RLFC gewannen. Die Warriors gewannen damit zum zweiten Mal die Super League.

## Tabelle
|     | Team                       | Spiele | Siege | Unent. | Ndlg. | Spiel- punkte | Diff. | Tabellen- punkte |
| --- | -------------------------- | ------ | ----- | ------ | ----- | ------------- | ----- | ---------------- |
| 01. | Wigan Warriors             | 27     | 22    | 0      | 5     | 922:411       | + 511 | 44               |
| 02. | St Helens                  | 27     | 20    | 0      | 7     | 946:547       | + 399 | 40               |
| 03. | Warrington Wolves          | 27     | 20    | 0      | 7     | 885:488       | + 397 | 40               |
| 04. | Leeds Rhinos               | 27     | 17    | 1      | 9     | 725:561       | + 164 | 35               |
| 05. | Huddersfield Giants        | 27     | 16    | 1      | 10    | 785:439       | + 319 | 33               |
| 06. | Hull FC                    | 27     | 16    | 0      | 11    | 569:584       | - 15  | 32               |
| 07. | Hull Kingston Rovers       | 27     | 14    | 1      | 12    | 653:632       | + 21  | 29               |
| 08. | Crusaders RL               | 27     | 12    | 0      | 15    | 547:732       | − 185 | 24               |
| 09. | Castleford Tigers          | 27     | 11    | 0      | 16    | 648:766       | - 118 | 22               |
| 10. | Bradford Bulls             | 27     | 9     | 1      | 17    | 528:728       | − 200 | 19               |
| 11. | Wakefield Trinity Wildcats | 27     | 9     | 0      | 18    | 539:741       | − 202 | 18               |
| 12. | Salford City Reds          | 27     | 8     | 0      | 19    | 448:857       | − 409 | 16               |
| 13. | Harlequins RL              | 27     | 7     | 0      | 20    | 494:838       | − 344 | 14               |
| 14. | Dragons Catalans           | 27     | 6     | 0      | 21    | 409:747       | − 338 | 12               |

## Playoffs

### Qualifikations/Ausscheidungs-Playoffs
| 10. September 20:00 | St Helens | 28 : 12 | Warrington Wolves | Knowsley Road, St Helens Zuschauer: 14.632 Schiedsrichter: Richard Silverwood |
| 10. September 20:00 |           |         |                   | Knowsley Road, St Helens Zuschauer: 14.632 Schiedsrichter: Richard Silverwood |

| 11. September 15:45 | Huddersfield Giants | 18 : 12 | Crusaders RL | Galpharm Stadium, Huddersfield Zuschauer: 5.869 Schiedsrichter: Ben Thaler |
| 11. September 15:45 |                     |         |              | Galpharm Stadium, Huddersfield Zuschauer: 5.869 Schiedsrichter: Ben Thaler |

| 11. September 18:00 | Hull FC | 4 : 21 | Hull Kingston Rovers | KC Stadium, Hull Zuschauer: 17.699 Schiedsrichter: Phil Bentham |
| 11. September 18:00 |         |        |                      | KC Stadium, Hull Zuschauer: 17.699 Schiedsrichter: Phil Bentham |

| 12. September 18:45 | Wigan Warriors | 26 : 27 | Leeds Rhinos | DW Stadium, Wigan Zuschauer: 9.987 Schiedsrichter: Thierry Alibert |
| 12. September 18:45 |                |         |              | DW Stadium, Wigan Zuschauer: 9.987 Schiedsrichter: Thierry Alibert |

### Viertelfinale
| 17. September 20:00 | Wigan Warriors | 42 : 18 | Hull Kingston Rovers | DW Stadium, Wigan Zuschauer: 11.133 Schiedsrichter: Richard Silverwood |
| 17. September 20:00 |                |         |                      | DW Stadium, Wigan Zuschauer: 11.133 Schiedsrichter: Richard Silverwood |

| 18. September 18:15 | Warrington Wolves | 22 : 34 | Huddersfield Giants | Halliwell Jones Stadium, Warrington Zuschauer: 8.050 Schiedsrichter: Phil Bentham |
| 18. September 18:15 |                   |         |                     | Halliwell Jones Stadium, Warrington Zuschauer: 8.050 Schiedsrichter: Phil Bentham |

### Halbfinale
| 24. September 20:00 | St Helens | 42 : 22 | Huddersfield Giants | Knowsley Road, St Helens Zuschauer: 13.510 Schiedsrichter: Phil Bentham |
| 24. September 20:00 |           |         |                     | Knowsley Road, St Helens Zuschauer: 13.510 Schiedsrichter: Phil Bentham |

| 25. September 17:15 | Leeds Rhinos | 6 : 26 | Wigan Warriors | Headingley Carnegie Stadium, Leeds Zuschauer: 13.693 Schiedsrichter: Richard Silverwood |
| 25. September 17:15 |              |        |                | Headingley Carnegie Stadium, Leeds Zuschauer: 13.693 Schiedsrichter: Richard Silverwood |

### Grand Final
| 2. Oktober 2010 18:00 | St Helens                                      | 10 : 22 | Wigan Warriors                                                                    | Old Trafford, Trafford Zuschauer: 71.526 Schiedsrichter: Richard Silverwood |
| 2. Oktober 2010 18:00 | Versuche: Dixon, Meli Erhöhungen: Foster (1/2) | (6:16)  | Versuche: Gleeson (2), Goulding, Tomkins Erhöhungen: Richards (2/2) Riddell (1/2) | Old Trafford, Trafford Zuschauer: 71.526 Schiedsrichter: Richard Silverwood |

| 1                  | Paul Wellens      |
| 30                 | Jamie Foster      |
| 3                  | Matthew Gidley    |
| 5                  | Francis Meli      |
| 24                 | Jonny Lomax       |
| 12                 | Jon Wilkin        |
| 34                 | Matty Smith       |
| 10                 | James Graham      |
| 9                  | Keiron Cunningham |
| 15                 | Bryn Hargreaves   |
| 11                 | Tony Puletua      |
| 4                  | Sia Soliola       |
| 13                 | Chris Flannery    |
| Auswechselspieler: |                   |
| 14                 | James Roby        |
| 17                 | Paul Clough       |
| 22                 | Andrew Dixon      |
| 25                 | Jacob Emmitt      |

| 6                  | Sam Tomkins        |
| 24                 | Darrell Goulding   |
| 3                  | Martin Gleeson     |
| 4                  | George Carmont     |
| 5                  | Pat Richards       |
| 19                 | Paul Deacon        |
| 7                  | Thomas Leuluai     |
| 8                  | Stuart Fielden     |
| 15                 | Michael McIlorum   |
| 10                 | Andy Coley         |
| 11                 | Harrison Hansen    |
| 12                 | Joel Tomkins       |
| 13                 | Sean O’Loughlin    |
| Auswechselspieler: |                    |
| 9                  | Mark Riddell       |
| 14                 | Paul Prescott      |
| 17                 | Iafeta Paleaaesina |
| 25                 | Liam Farrell       |